# Born in 69
Albums de Bob Sinclar
Soundz of Freedom
(2007) Disco Crash
(2012)
Born in 69 est le sixième album studio de Bob Sinclar paru le 11 mai 2009. L'album contient des nouveaux morceaux dont plusieurs samples d'artistes célèbres tels que Manu Chao et Bob Dylan.

## Liste des titres
| 1.    | Lala Song                                                                | The Sugarhill Gang              | 3:34 |
| 2.    | Give Me Some More                                                        | Roland Clark                    | 3:18 |
| 3.    | Love You No More (contient un sample de Je ne t'aime plus de Manu Chao)  | Shabba Ranks                    | 4:22 |
| 4.    | New New New                                                              | Makedah, Vybrate & Queen Ifrica | 5:27 |
| 5.    | Jamaïca Avenue                                                           | Toni Rebel                      | 5:10 |
| 6.    | Peace Song                                                               | Steve Edwards                   | 6:30 |
| 7.    | What a Wonderful World                                                   | Ron Carroll                     | 4:59 |
| 8.    | Mr Tambourine Man (contient un sample de Mr Tambourine Man de Bob Dylan) |                                 | 4:16 |
| 9.    | People of Tomorrow                                                       | Steve Edwards                   | 4:53 |
| 10.   | The Way I Feel                                                           | Adam Joseph                     | 5:46 |
| 11.   | We Are Everything                                                        |                                 | 4:10 |
| 12.   | Belly Dancer                                                             | Kevin Lyttle                    | 2:58 |
| 59:23 |                                                                          |                                 |      |